# Hellas Montes
Hellas Montes és una estructura geològica del tipus mons a la superfície de Mart, situada amb el sistema de coordenades planetocèntriques a -36.57 ° de latitud N i 99.07 ° de longitud E. Fa 159.65 km de diàmetre. El nom va ser fet oficial per la UAI l'any 1991 i pren el nom d'una característica d'albedo.